# Kněžičky
Kněžičky (deutsch Knieziczek, auch Klein Knieschitz) ist eine Gemeinde in Tschechien. Sie liegt neun Kilometer westlich von Chlumec nad Cidlinou und gehört zum Okres Nymburk.

## Geographie
Kněžičky befindet sich nördlich des Waldgebietes Žehuňská obora auf der Ostböhmischen Tafel. Im Nordosten führt die Bahnstrecke von Chlumec nad Cidlinou nach Městec Králové vorbei, die nächste Station ist Běrunice.
Nachbarorte sind Velké Výkleky im Norden, Slibovice im Nordosten, Lovčice und Bludy im Südosten, Zbraň, Korce, Obora und Choťovice im Süden, Na Kopičáku, Stará Báň, Nová Báň und Hradčany im Südwesten, Dlouhopolsko im Westen sowie Běrunice im Nordwesten.

## Geschichte
Die erste Erwähnung des seinerzeit aus elf Häusern bestehenden Dorfes erfolgte 1391 als Sitz des Edelmannes Ivan von Kněžničky. Ihm folgte 1410 Zikmund von Kněžničky. Durch das Dorf führt die alte Handelsstraße von Prag nach Breslau.
Burian Šlibovský von Skřivany, der die Güter zu Beginn des 17. Jahrhunderts von der Herrschaft Dymokury erwarb, schloss den Hof, die Schäferei und die Mühle in Kněžičky zusammen mit Výkleky an die Herrschaft Slibovice an. Nach der Schlacht am Weißen Berg wurde ein Drittel des Besitzes von Burian Šlibovský konfisziert. Die Böhmische Kammer verkaufte Výkleky und Slibovice am 3. Oktober 1621 an Albrecht von Waldstein. Zusammen mit Slibovice gehörte Kněžičky nachfolgend u. a. den Grafen Kinsky, dem Kloster Strahov und dem Hauptmann der Herrschaft Poděbrady, Wenzel Albrecht Wltawský von Mannschwerdt und Helfenburg. Von dessen Sohn Wenzel Matthias erwarb 1673 Ferdinand Leopold Kustosch Freiherr von Zubří und Lipka die Güter. Danach kaufte Ulrich Graf Kinsky auf Chlumetz Slibowitz mit allem Zubehör von Leopold Prokop Kustosch und schlug den Besitz der Herrschaft Chlumetz zu, wobei das Gut Slibowitz-Wyklek noch bis zur Mitte des 18. Jahrhunderts Selbständigkeit genoss.
Nach der Aufhebung der Patrimonialherrschaften bildete Kněžičky ab 1850 einen Ortsteil der politischen Gemeinde Výkleky im Bezirk Poděbrady. Danach bildete das Dorf zusammen mit Slibovice eine politische Gemeinde. 1867 entstand die Gemeinde Kněžičky. 1901 wurde die Eisenbahn von Chlumetz nach Königstädtel eingeweiht, die bei der Zuckerfabrik Slibowitz eine Bahnstation erhielt. Nach der Stilllegung der Zuckerfabrik im Jahre 1920 erfolgte der Umbau der Gebäude zur Mühle. Zum 1. Januar 1961 wurde Kněžičky nach Běrunice eingemeindet und kam zugleich zum Okres Nymburk. Seit 1994 besteht die Gemeinde wieder.

## Gemeindegliederung
Für die Gemeinde Kněžičky sind keine Ortsteile ausgewiesen. Zu Kněžičky gehören die Ortslagen Kopičák (Kopiczak) und Obora (Thiergarten).

## Sehenswürdigkeiten
- Naturschutzgebiet Kněžičky, rechtsseitig der Cidlina am Žehuňský rybník.
- Žehuňská obora, der frühere königliche Tiergarten ist ein 850 ha großes umfriedetes Waldgebiet, das über zwei Tore – Kněžičká brana und Bludská brana – zugänglich ist. Nach dem Zweiten Weltkrieg wurde das den Fürsten Kinsky gehörige Gelände verstaatlicht und darin von 1957 bis 1997 die forstwirtschaftliche Lehrausbildungseinrichtung SOUL betrieben. Danach erhielt die Fürstenfamilie das Waldgebiet in Restitution wieder.
- Kapelle des hl. Ferdinand, im Tiergarten
- Schloss Obora (Neugebäu), heute im Besitz von Pio Kinský dal Borgo und als Schlosshotel genutzt